# Доња Нушка
Доња Нушка (грч. Δαφνούδι, Дафнуди) је насељено место у општини Емануил Ппапас у периферији Средишња Македонија, Грчка. Према попису из 2021. године било је 428 становника.
Према бугарском географу и историчару, Василу Канчову, у Доњој Нушки је 1900. године живело 380 Словена хришћана, 120 Турака хришћана и 100 Турака муслимана. Године 1923. муслиманско становништво је принудно исељено у Турску и већи број Словена у Бугарску, а на њихово место је насељено 332 грчких избеглица. На попису из 1928. године Доња Нушка је имала 1.147 становника.